# L9A1 51mm 軽迫撃砲
L9A1 51mm 軽迫撃砲（L9A1 51 mm Light Mortar, L9A1 51ミリけいはくげきほう）とは、イギリス陸軍が使用していた軽迫撃砲である。

## 概要
1人で持ち運び、1人で操作できる軽迫撃砲で第二次世界大戦で使用されていたSBML 2インチ迫撃砲の後継として採用されたが、すぐに自動小銃に取り付けるアンダーバレル・グレネードランチャーと60mm迫撃砲に代わられていった。
性能、形、操作方法は、前任者のSBML 2インチ迫撃砲をおおむね踏襲しており、支持架を持たない構造で兵士が手で保持して仰角を調節する。発射方法は下に付いているレバーで撃発する方式で、飛距離の調節はダイヤルを回してガス抜き穴を調節することで行う。

## スペック
- 口径：51.25 mm（2インチ）
- 重量：6.275 kg (13.8 lb)
- 砲身長：700 mm (27.5 inch)
- 最大射程：750 m (820 yards)
- 発射速度：8 発/分
- 砲弾重量
  - 照明弾：800グラム
  - 発煙弾：900グラム
  - 高性能炸薬弾：920グラム